# KS Ada Velipojë
Klubi Sportiv Ada Velipojë was een Albanese voetbalclub uit Velipojë.
KS Ada Velipojë was de enige club in de Kategoria Superiore of Kategoria e Parë die niet uit een stad (bashki), maar uit een gewone gemeente (komunë) afkomstig is. In 2023 hield de club op te bestaan nadat het in dat seizoen elfde en laatste werd in de Kategoria e Dytë, het derde niveau van Albanië.
De club had een succesvolle vrouwenafdeling die in 2013 opgenomen werd in KS Vllaznia Shkodër.